# Porta Mugônia

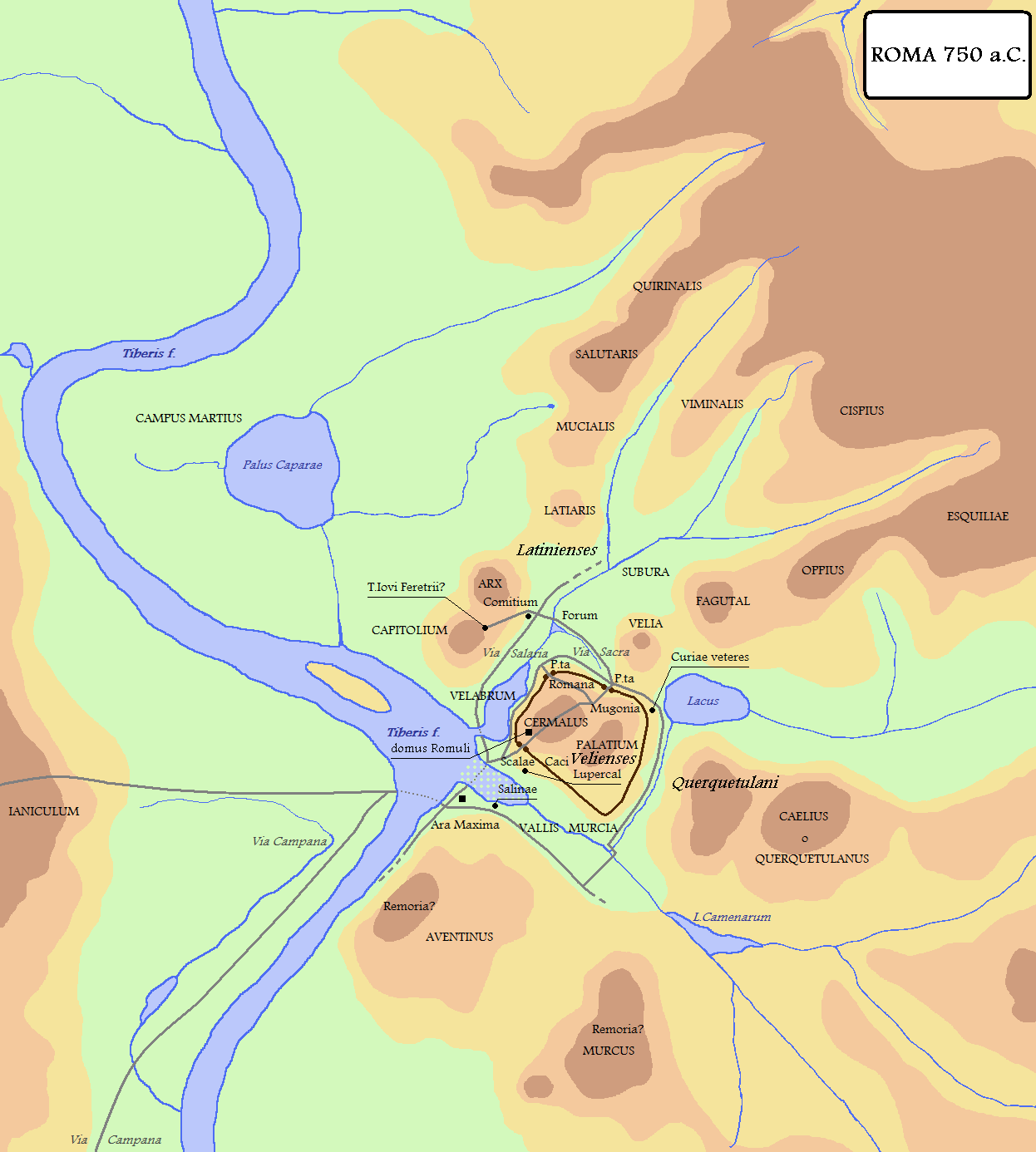
Mapa da Roma quadrada indicando a localização da Porta Mugônia.

Porta Mugônia (em latim: Porta Mugonia) era uma das três ou quatro portas que se abriam na muralha da antiga Roma Quadrada da época de Rômulo. Seu nome aparecia também como Vetus Porta Palatii ou com a variante Mugionis, Mugionia ou Mucionis.
A porta ficava na encosta do lado setentrional do Palatino ao longo do percurso do Clivo Palatino, talvez nas imediações da intersecção desta com a Via Nova edo Arco de Tito, no ponto no qual o monte Vélia e o Paltino se encontravam. Perto dela estava também o Templo de Júpiter Estator, mas nada restou dela.
Segundo Varrão, o nome da porta deriva do mugido das vacas, mas, segundo Festo, o nome é uma referência a um certo "Mugio", que era encarregado de sua defesa. A hipótese de Varrão é confirmada por Dionísio, que recorda o nome na forma "Μυκωνιδες πυλαι", do verbo "μυκαω", "mugir".